# 奥沢駅
奥沢駅（おくさわえき）は、東京都世田谷区奥沢三丁目にある、東急電鉄目黒線の駅である。駅番号はMG07。東急目黒線では唯一世田谷区に所在する駅で、同区最南端の駅である。

## 歴史
- 1923年（大正12年）3月11日 - 開業[1]。
- 1935年（昭和10年） - 北口開設[1]。
- 1999年（平成12年）9月 - 6両編成の目黒線に対応するため、プラットホームを4両から延伸する工事に着手。翌年8月に完成[2]。
- 2000年（平成12年）8月6日 - 目蒲線が目黒線と東急多摩川線に分割され、当駅は目黒線の駅となる[3][4]。
- 2018年（平成30年） - 8両編成の東急新横浜線の乗り入れに対応するため、プラットホームを6両から延伸する工事に着手。同時に、急行の通過線や跨線橋・エレベーターなどを設置する駅改良工事も行う。工期は5年の予定[5]。
- 2022年（令和4年）
  - 2月26日 - 北口の新駅舎と駅ビル、跨線橋（歩道橋）の供用開始[6]。
  - 3月12日 - 待避線の供用開始[6][7]。

### 駅名の由来
元の地名（荏原郡玉川村大字奥沢）が由来。
「奥沢」とは「呑川の下流地方からみて奥深い沢地」という意味で、この付近を流れる呑川の支流の九品仏川（古くは丑川と言われていた）流域を区別し、「奥深い沢」の「深い」を省いて「奥沢」となったとされる。

## 駅構造
相対式ホーム2面2線と、間に1線の上り通過線を有する地上駅。目黒線の車両基地である元住吉検車区奥沢車庫に隣接している。この車両基地に向かう分岐器にはノーズ可動式分岐器が使われている。

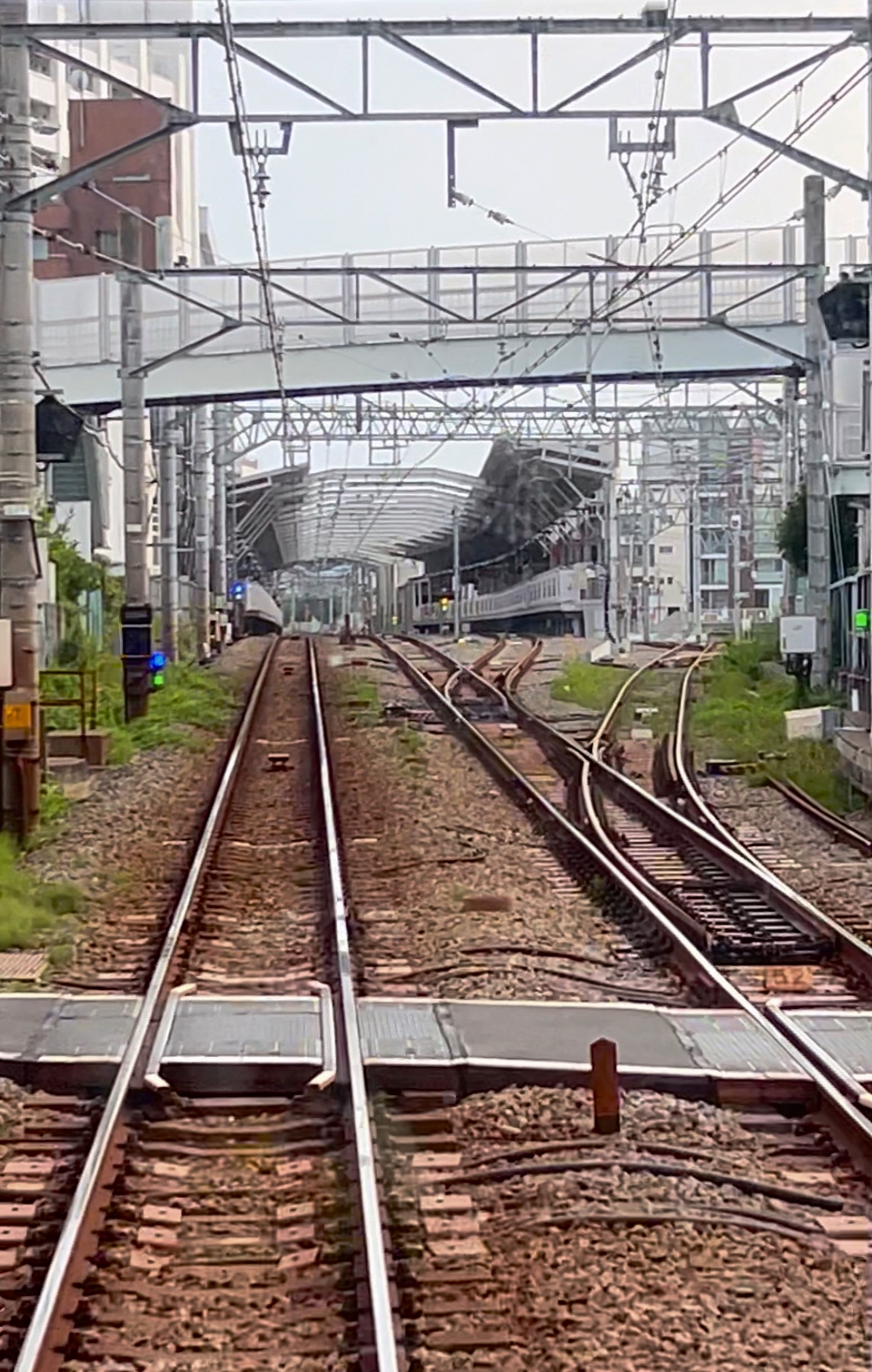
目黒方面から見た奥沢駅の全景。手前のノーズ可動式分岐器を右に曲がった先に奥沢車庫がある。（2024年6月）

かつては単式ホーム1面1線（1番線）・島式ホーム2面2線（2・3番線）を有する形態であった。上り列車は原則2番線を使用し、田園調布側が行き止まりとなっていた3番線は当駅始発・終着の一部列車が使用するのみで、時間帯によっては車両留置に用いられていた。改良工事に伴い2020年2月より3番線の使用を停止し、列車待避に対応した新しい3番線及び新設上りホームを整備する工事が行われ、2022年3月に完成・供用開始。これにより通過線となった2番線のホームは廃止・撤去された。
トイレは3番線ホーム側の改札内にあり、ユニバーサルデザインの一環として多機能トイレも設置されている。
乗務員を管轄する奥沢乗務区が設置されている。

### のりば
| 番線 | 路線   | 方向 | 行先                                   |
| ---- | ------ | ---- | -------------------------------------- |
| 1    | 目黒線 | 下り | 日吉・新横浜・二俣川方面               |
| 2    | 目黒線 | 上り | （通過線）                             |
| 3    | 目黒線 | 上り | 目黒・赤羽岩淵・浦和美園・西高島平方面 |

- 1番線ホームと3番線ホームはそれぞれ独立しており、改札も田園調布方の踏切を挟んで別々に存在している。2022年2月に供用が開始された上下線連絡跨線橋も改札外に設置されており、改札内にホーム間の連絡通路は設置されていない。
  - 3番線が行き止まり式であった頃、同ホームに到着する目黒方面からの当駅終着列車は、当駅で田園調布以遠へ向かう後続列車に乗り継げないため、一つ手前の大岡山駅で乗り継ぐように案内されていた。2008年6月の目黒線日吉延伸時に行われたダイヤ改正により、当駅終着列車は2014年度まで行っていた終夜運転時を除いて終電のみとなったため、以降そのような案内は行われなくなった。

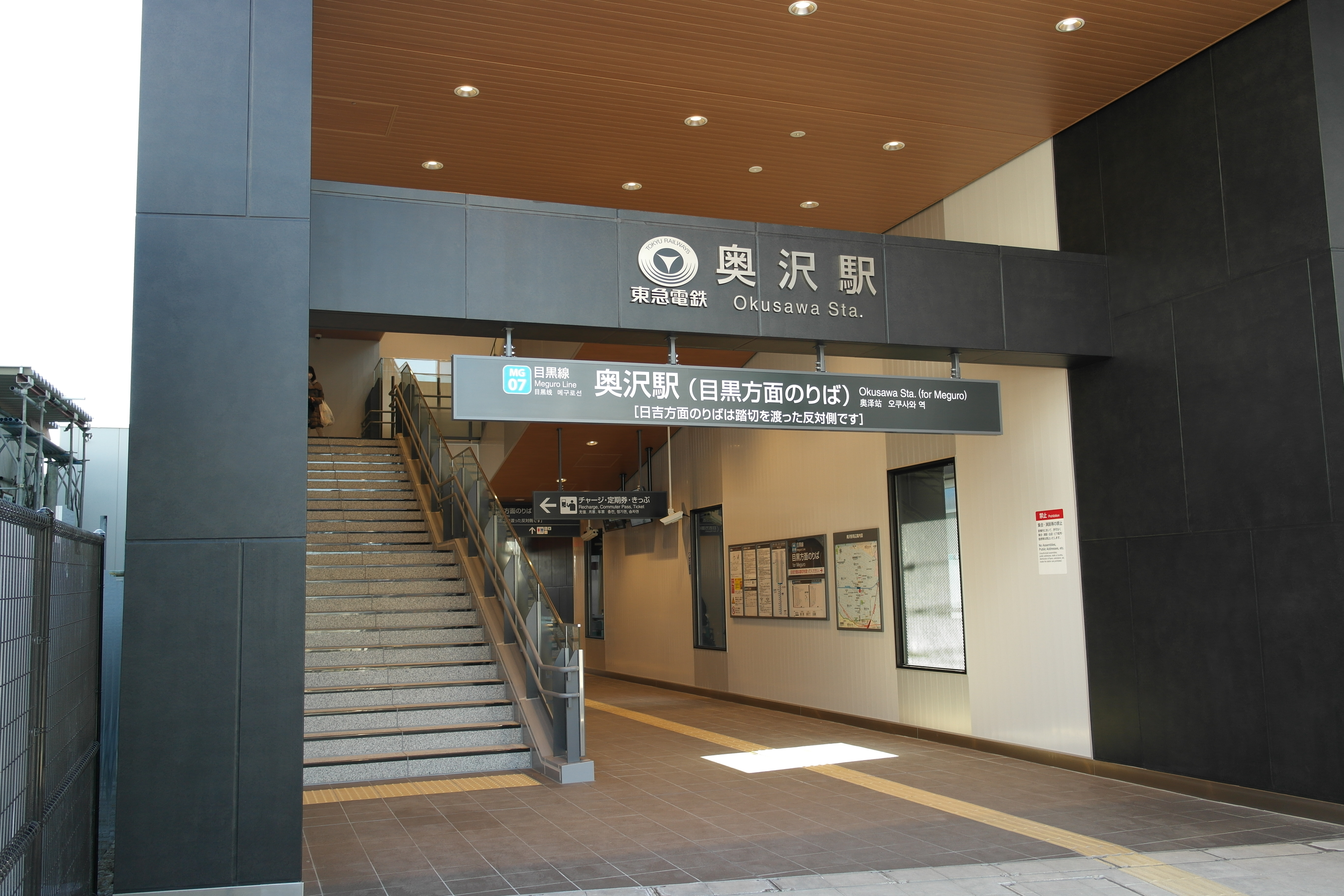
北口（2022年2月26日）
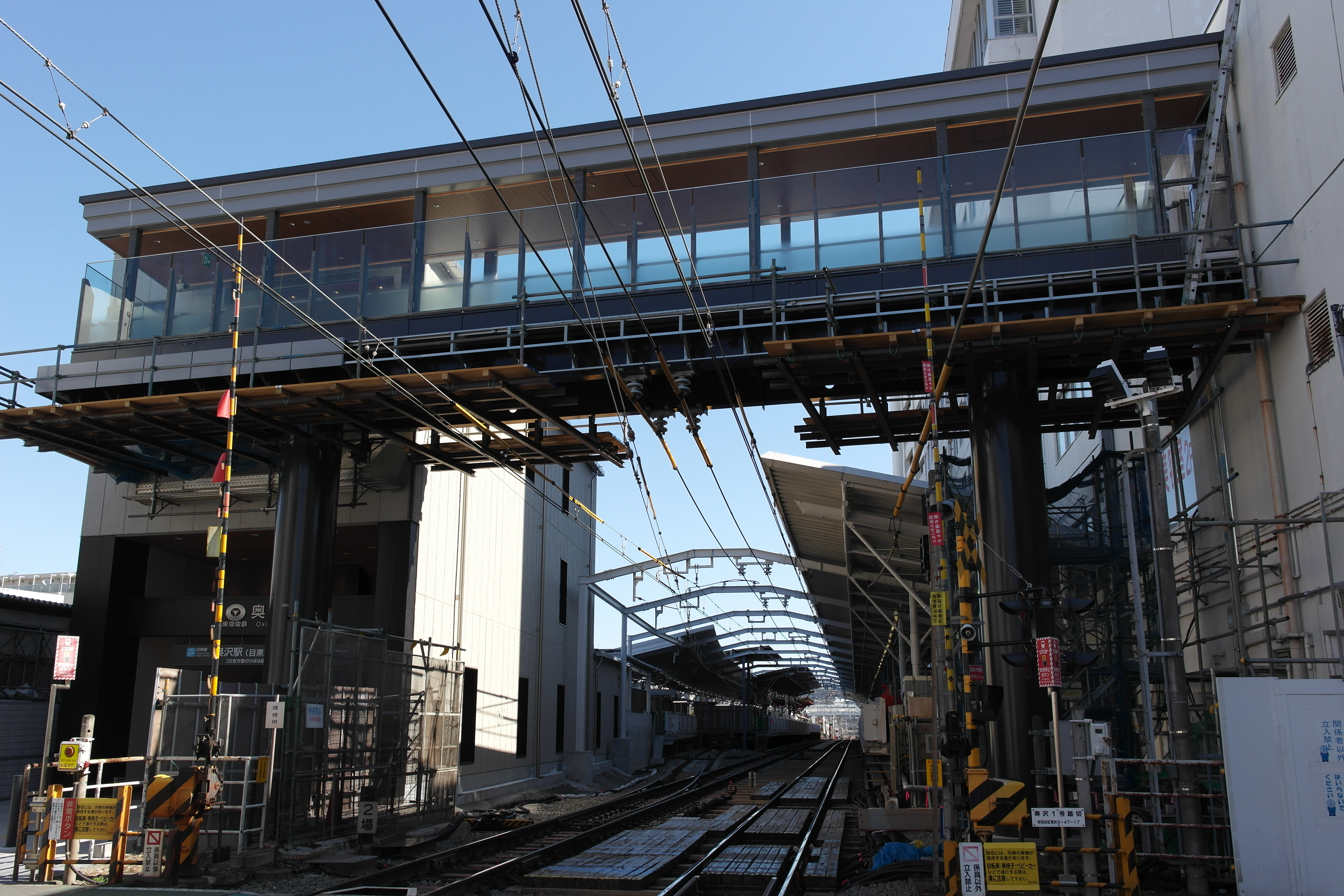
跨線橋（2022年2月26日）

## 利用状況
2023年度の1日平均乗降人員は 11,973人である。
近年の1日平均乗降・乗車人員の推移は下記の通り。
| 年度               | 1日平均 乗降人員 | 1日平均 乗車人員 | 出典     |
| ------------------ | ---------------- | ---------------- | -------- |
| 1956年（昭和31年） |                  | 8,147            | [ * 1 ]  |
| 1957年（昭和32年） |                  | 8,230            | [ * 2 ]  |
| 1958年（昭和33年） |                  | 8,226            | [ * 3 ]  |
| 1959年（昭和34年） |                  | 8,264            | [ * 4 ]  |
| 1960年（昭和35年） | 17,552           | 8,456            | [ * 5 ]  |
| 1961年（昭和36年） | 18,280           | 8,662            | [ * 6 ]  |
| 1962年（昭和37年） | 18,284           | 8,783            | [ * 7 ]  |
| 1963年（昭和38年） | 17,471           | 8,661            | [ * 8 ]  |
| 1964年（昭和39年） | 17,197           | 8,514            | [ * 9 ]  |
| 1965年（昭和40年） | 16,726           | 8,326            | [ * 10 ] |
| 1966年（昭和41年） | 15,975           | 7,948            | [ * 11 ] |
| 1967年（昭和42年） | 15,690           | 7,744            | [ * 12 ] |
| 1968年（昭和43年） | 15,561           | 7,676            | [ * 13 ] |
| 1969年（昭和44年） | 15,608           | 7,685            | [ * 14 ] |
| 1970年（昭和45年） | 15,540           | 7,657            | [ * 15 ] |
| 1971年（昭和46年） | 15,338           | 7,539            | [ * 16 ] |
| 1972年（昭和47年） | 15,584           | 7,662            | [ * 17 ] |
| 1973年（昭和48年） | 16,325           | 8,096            | [ * 18 ] |
| 1974年（昭和49年） | 16,734           | 8,375            | [ * 19 ] |
| 1975年（昭和50年） | 16,121           | 8,236            | [ * 20 ] |
| 1976年（昭和51年） | 15,759           | 8,086            | [ * 21 ] |
| 1977年（昭和52年） | 15,642           | 7,915            | [ * 22 ] |
| 1978年（昭和53年） | 15,641           | 7,812            | [ * 23 ] |
| 1979年（昭和54年） | 15,276           | 7,584            | [ * 24 ] |
| 1980年（昭和55年） | 14,883           | 7,514            | [ * 25 ] |
| 1981年（昭和56年） | 15,084           | 7,490            | [ * 26 ] |
| 1982年（昭和57年） | 14,868           | 7,339            | [ * 27 ] |
| 1983年（昭和58年） | 14,619           | 7,298            | [ * 28 ] |
| 1984年（昭和59年） | 14,706           | 7,332            | [ * 29 ] |
| 1985年（昭和60年） | 14,652           | 7,321            | [ * 30 ] |
| 1986年（昭和61年） | 14,640           | 7,314            | [ * 31 ] |
| 1987年（昭和62年） | 14,423           | 7,217            | [ * 32 ] |
| 1988年（昭和63年） | 14,383           | 7,121            | [ * 33 ] |
| 1989年（平成元年） | 14,196           | 7,210            | [ * 34 ] |
| 1990年（平成02年） | 14,109           | 7,222            | [ * 35 ] |
| 1991年（平成03年） | 14,368           | 7,225            | [ * 36 ] |
| 1992年（平成04年） | 13,503           | 7,065            | [ * 37 ] |
| 1993年（平成05年） | 13,374           | 6,853            | [ * 38 ] |
| 1994年（平成06年） | 12,840           | 6,464            | [ * 39 ] |
| 1995年（平成07年） | 12,187           | 6,241            | [ * 40 ] |
| 1996年（平成08年） | 12,202           | 6,181            | [ * 41 ] |
| 1997年（平成09年） | 12,071           | 6,174            | [ * 42 ] |
| 1998年（平成10年） | 11,660           | 6,006            | [ * 43 ] |
| 1999年（平成11年） | 11,362           | 5,850            | [ * 44 ] |
| 2000年（平成12年） | 11,634           | 6,067            | [ * 45 ] |
| 2001年（平成13年） | 12,301           | 6,442            | [ * 46 ] |
| 2002年（平成14年） | 12,399           | 6,466            | [ * 47 ] |
| 2003年（平成15年） | 12,568           | 6,539            | [ * 48 ] |
| 2004年（平成16年） | 12,937           | 6,672            | [ * 49 ] |
| 2005年（平成17年） | 13,142           | 6,736            | [ * 50 ] |
| 2006年（平成18年） | 13,252           | 6,799            | [ * 51 ] |
| 2007年（平成19年） | 13,469           | 6,890            | [ * 52 ] |
| 2008年（平成20年） | 13,551           | 6,868            | [ * 53 ] |
| 2009年（平成21年） | 13,195           | 6,660            | [ * 54 ] |
| 2010年（平成22年） | 13,058           | 6,575            | [ * 55 ] |
| 2011年（平成23年） | 13,004           | 6,543            | [ * 56 ] |
| 2012年（平成24年） | 13,232           | 6,666            | [ * 57 ] |
| 2013年（平成25年） | 13,664           | 6,864            | [ * 58 ] |
| 2014年（平成26年） | 13,636           | 6,817            | [ * 59 ] |
| 2015年（平成27年） | 13,738           | 6,863            | [ * 60 ] |
| 2016年（平成28年） | 13,879           | 6,933            | [ * 61 ] |
| 2017年（平成29年） | 14,198           | 7,101            | [ * 62 ] |
| 2018年（平成30年） | 14,312           | 7,164            | [ * 63 ] |
| 2019年（令和元年） | 14,010           | 7,003            | [ * 64 ] |
| 2020年（令和02年） | 9,800            |                  |          |
| 2021年（令和03年） | 10,597           |                  |          |
| 2022年（令和04年） | 11,472           |                  |          |
| 2023年（令和05年） | 11,973           |                  |          |

## 駅周辺
1972年（昭和47年）に駅を改築し、駅前に噴水のある広場を設けた。この駅前広場は1992年（平成4年）に「ふんすい広場」と名付けられた。また、せたがや百景にも選定されている。
- 東急奥沢駅ビル（下り線改札がある建物。駅施設の他にテナントが入居している）
- 三敬ビル
  - 世田谷区奥沢区民センター（休館中）
  - 世田谷区立奥沢図書館（休館中）
- 世田谷区役所奥沢まちづくりセンター
- 東京消防庁玉川消防署奥沢出張所
- おくさわ脳卒中リハビリテーション病院（旧：大脇病院→東京明日佳病院→世田谷おくさわ整形外科病院）
- 世田谷奥沢郵便局
- 奥沢病院
- 奥沢神社
- 奥沢商店街（駅から南の方）
- 諏訪山商店街（駅から大岡山駅寄りの方）

### バス路線
下記のバス路線があるが、東京医療センター行は1日5便のみ、多摩川駅行は1日6便のみの運行である（2022年4月現在）。
- 「奥沢駅北口・奥沢駅南口」停留所（東急バス）
  - <多摩01>系統　東京医療センター ⇔ 多摩川駅

## 隣の駅
東急電鉄
 目黒線
■急行
通過
■各駅停車
大岡山駅 (MG06) - 奥沢駅 (MG07) - 田園調布駅 (MG08)